# Lispe siamensis
Lispe siamensis este o specie de muște din genul Lispe, familia Muscidae, descrisă de Shinonaga și Tadao Kano în anul 1989.
Este endemică în Thailand. Conform Catalogue of Life specia Lispe siamensis nu are subspecii cunoscute.